# 汕头气象雷达站

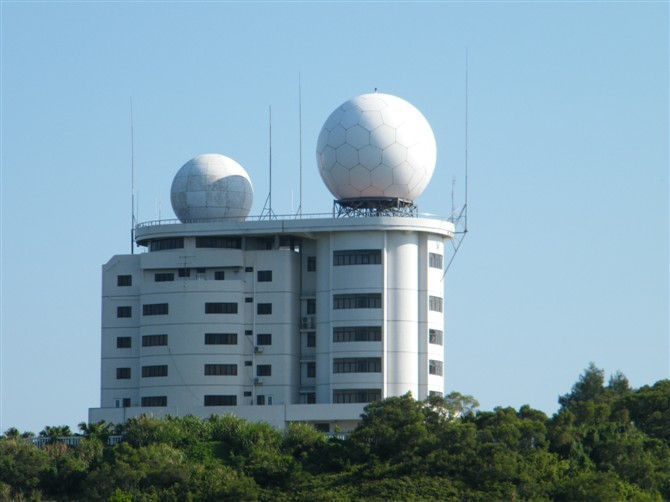
汕头气象雷达站

汕头气象雷达站 1966年7月建站，1967年投入使用，原位于桑浦山上，1996年迁至达濠大瞭望山山顶，俗称气象台。2005年，安装新一代都卜勒雷達，可以24小时不间断地探测400公里范围内的灾害性天气的发生、发展和消亡的整个过程，测风精度可达每秒1米。